# Verona (Kentucky)
Verona es un lugar designado por el censo ubicado en el condado de Boone en el estado estadounidense de Kentucky. En el Censo de 2010 tenía una población de 1455 habitantes y una densidad poblacional de 45,57 personas por km².

## Geografía
Verona se encuentra ubicado en las coordenadas 38°48′19″N 84°39′49″O / 38.80528, -84.66361. Según la Oficina del Censo de los Estados Unidos, Verona tiene una superficie total de 31.93 km², de la cual 31.69 km² corresponden a tierra firme y (0.76%) 0.24 km² es agua.

## Demografía
Según el censo de 2010, había 1455 personas residiendo en Verona. La densidad de población era de 45,57 hab./km². De los 1455 habitantes, Verona estaba compuesto por el 98.08% blancos, el 0.07% eran afroamericanos, el 0% eran amerindios, el 0.41% eran asiáticos, el 0% eran isleños del Pacífico, el 0.34% eran de otras razas y el 1.1% pertenecían a dos o más razas. Del total de la población el 1.31% eran hispanos o latinos de cualquier raza.